# Overtoom 33 (Amsterdam)
Overtoom 33, Amsterdam is een gebouw aan de Overtoom in Amsterdam-West.
Hier was eind 19e eeuw de Amsterdamsche Omnibus Maatschappij gevestigd, die hier stallen had staan voor de paarden van de paardentram. Toen de stad langzamerhand overging op de elektrische tram werd de stalruimte overbodig. In juni 1904 besloot de gemeente Amsterdam het terrein te herontwikkelen tot een kantoor en stalruimte voor de bereden politie. Die dienst zat verspreid over de stad aan de Singel en Reguliersdwarsstraat en de gemeente wenste een centrale plek. Het bezwaar dat de nieuwe stalling eigenlijk net buiten de echt bebouwde kom lag werd weggewuifd; vanuit de Overtoom was de bereden politie snel genoeg in de gehele stad. In april 1905 werd zowel de sloop van het bestaande gebouw als de nieuwbouw aanbesteed.
Het gebouw werd ontworpen door de Dienst der Publieke Werken. De bouwstijl is verwant aan de art nouveau, destijds de gangbare bouwstijl. Die stijl is met name terug te vinden in het tegeltableau met "zweepstaartletters" boven de bewerkte natuurstenen poort naar de achterliggende stallen. Opvallend is het rechter geveldeel met de combinatie consoles-ronde erker met gebogen glas-met daarop balkon met bakstenen en art nouveau balustrade.
Nadat de bereden politie weer vertrok, was er een tijdlang een politiebureau gevestigd. Op 16 december 2008 werd het gebouw tot gemeentelijk monument verklaard. Sinds 2012 is in het gebouw een budgethotel gevestigd onder de naam Iron Horse; een verwijzing naar het oude gebruik van het pand en deels nog terug te vinden in de inrichting.

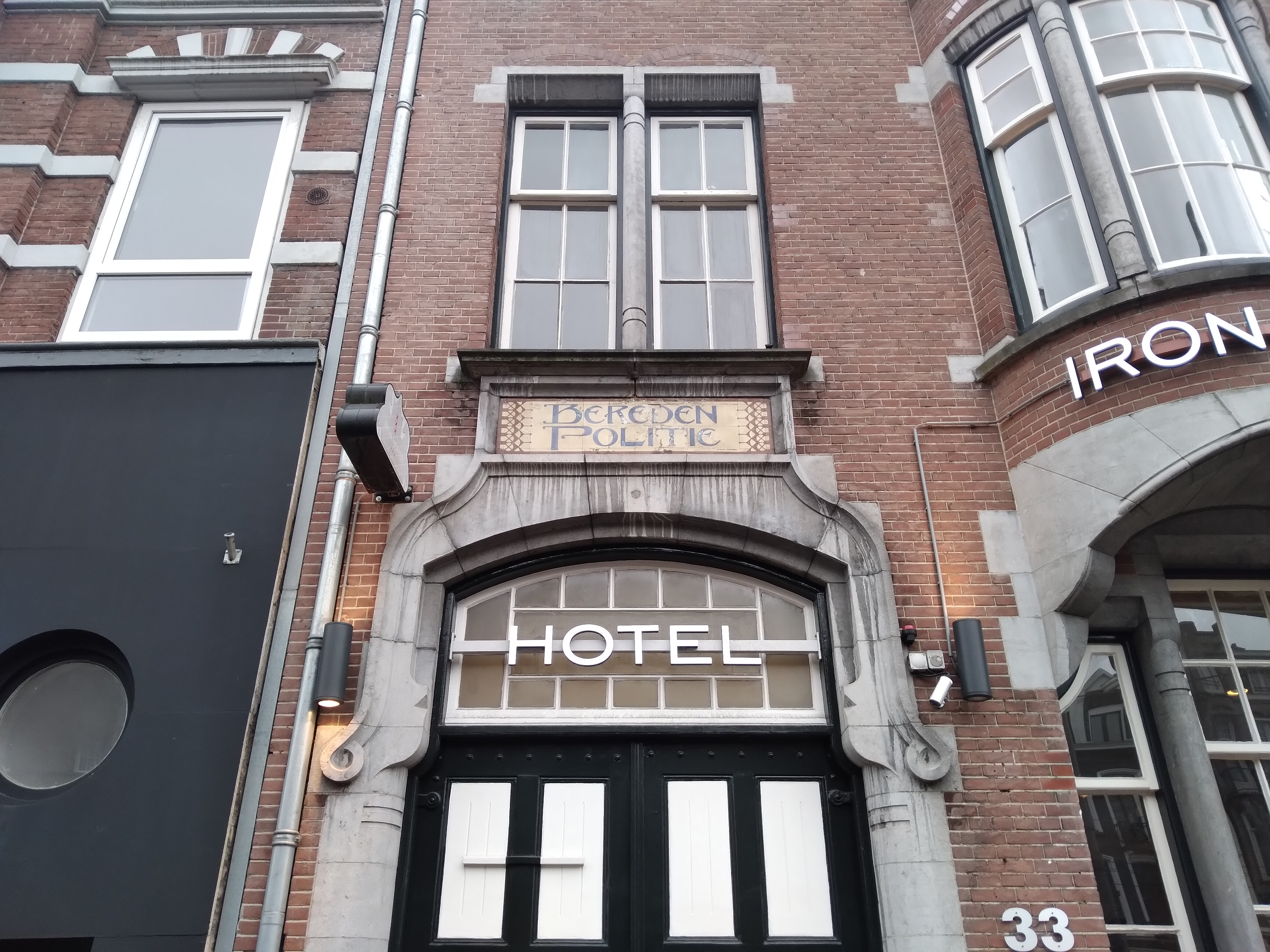
"Bereden politie" in zweepstaartletters